# Xuan Jinglin
Xuan Jinglin (en chino, 宣景琳; Wade-Giles, ''Hsüan Ching-lin''; 1907 – 22 de enero de 1992), también romanizada como Sie King-ling, fue una actriz china de la era republicana. Fue comprada en un burdel y se convirtió en una actriz de éxito.

## Vida
Xuan nació en Shanghái en 1907, cuando se llamaba Tian Jinlin. Se crio en una familia tan pobre que su madre la vendió a un burdel para que sus hermanos mayores pudieran comer. Recibió escasa educación y apenas sabía leer y escribir.

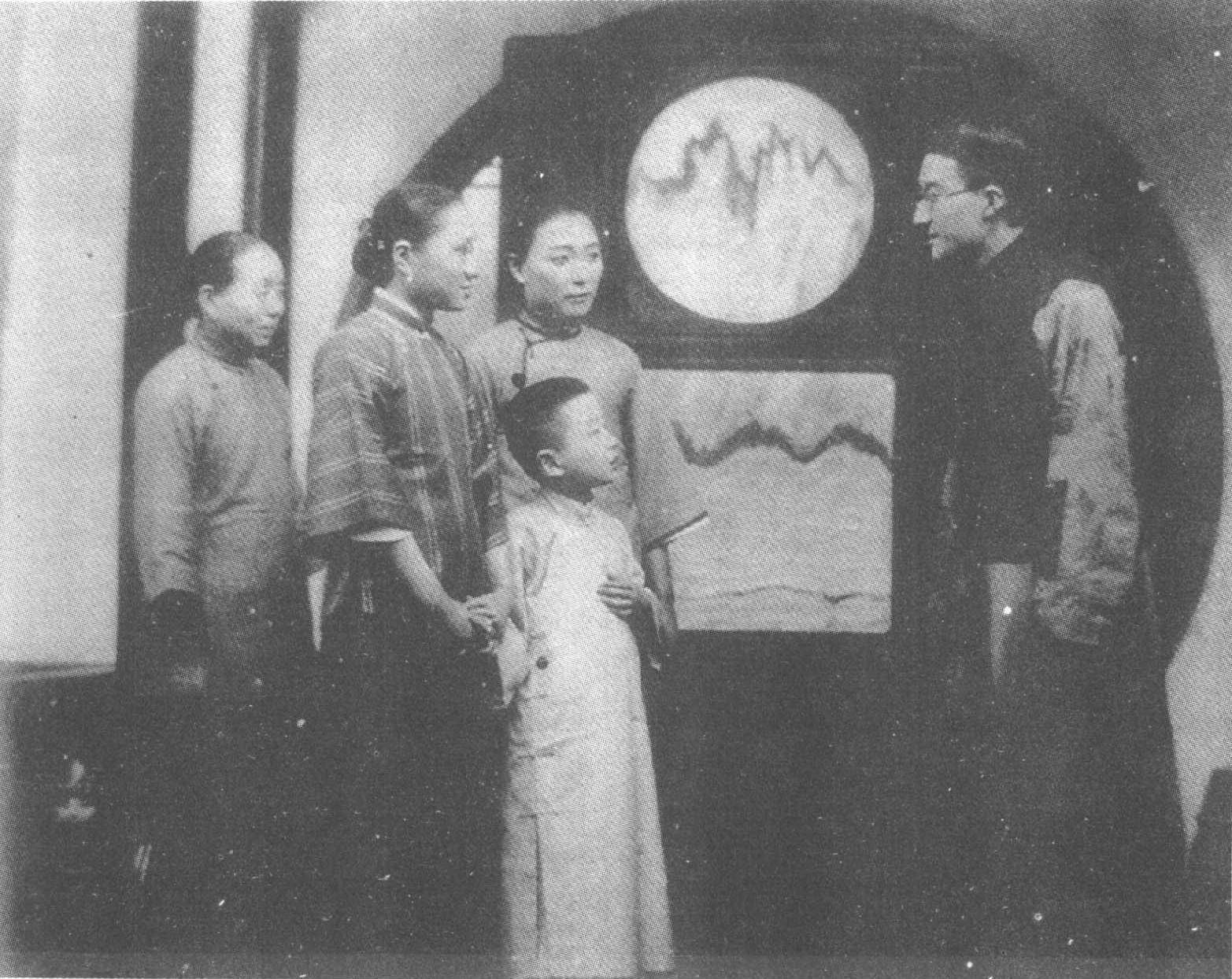
En la película de 1935 "Little Friend" (Madame Shen (Xuan Jinglin, segunda a la izquierda) presenta a su cuñado a un joven brillante (Zhang Xiaoqiu) que ha traído a casa como sustituto de su hijo perdido

Fue descubierta por Zhang Shichuan. Él la había visto de niña en un parque de atracciones del que era director. Más tarde la reencontró y le ofreció un pequeño papel en una película hoy perdida. Le gustó su actuación y la sacó del burdel para que pudiera actuar en películas de la Mingxing Film Company. Esta era entonces una pequeña compañía de la que él era director, y a partir de mayo de 1925 tuvo papeles en películas de Mingxing, a medida que mejoraba su fortuna y la de la compañía.
Su nombre artístico fue ideado por Zheng Zhengqiu, que lo basó en el nombre que había adoptado en el burdel y en una transliteración de Lillian Gish al shanghainés.
Su segunda película, A Woman in Shanghai, fue ideada para ella y se hacía eco de su propia historia de Cenicienta. Interpretó a una prostituta que es rescatada por un millonario. No fue encasillada, e interpretó a una gánster, a una inocente campesina, a una bailarina y a una viuda pobre en las películas de Mingxing de los años veinte.
En 1930, Mingxing Films invirtió sus beneficios de las películas épicas (27 horas) de artes marciales The Burning of the Red Lotus Temple en un nuevo estudio. Esta nueva tecnología aparece en su película de 1930/1931 An Amorous History of the Silver Screen, en la que aparece Xuan. La película ha sido descrita como un "docudrama autorreferencial", ya que cuenta la historia de una prostituta que se convierte en actriz. También se considera que la película muestra una nueva relación con la tecnología, ya que el romance inicial se ve sustituido por la tecnología. En la película, Xuan vuelve a interpretar a una prostituta y devuelve el golpe a su agresor. Este acto dentro de la película es visto, por Zhang Zhen, como emblemático de un cambio en la historia de la película y en la vida de la actriz.
En 1931 rodó su primera película fuera del cine de Mingxing. Apareció en la película de Tianyi Film Company "Pleasures of the Dance Hall", que fue muy popular. La trama entre bastidores presentaba el sonido de un disco y era un musical con drama intercalado con canciones.

## Invasión
El 18 de septiembre de 1931 los japoneses urdieron el incidente de Mukden como pretexto para lanzar una 
invasión de Manchuria. La guerra dejó de rodar cuando invadieron Shanghái el 28 de enero de 1932. Xuan formó la Xuan Jinglin Road Company y recorrió China ofreciendo actuaciones musicales.
Xuan murió en Shanghái en 1992. Debido a su importante papel en el primer cine chino, ha sido incluida junto a Yang Naimei, Wang Hanlun y Zhang Zhiyun en la lista de "Four Famous Actresses" de China.

## Películas
- The Last Conscience (1925)
- Little Friend (1925)
- A Pitiful Girl (1925)
- He Wants a Baby (1926)
- Nameless Hero (1926)
- A Good Man (1926)
- The Rich Man's Daughter (1926)
- A Lovelorn Actress (1926)
- Suspicious Couple (1926)
- Real and False Daughters (1927)
- Fallen Plum Blossoms (1927)
- The Young Mistress's Fan (1928)
- A Dissolute Woman (1930)

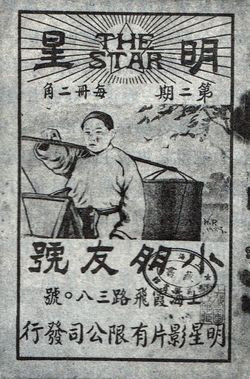
La revista Mingxing de junio de 1925 presenta su largometraje "Little Friend"

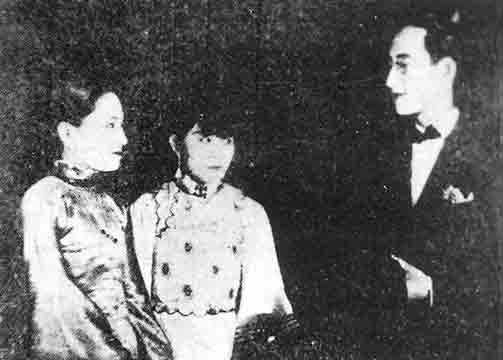
The Rich Mans Daughter 1926: Xuan Jinglin, Fu Lühen y Wang Xianzhai

- Virtuous Mother From a Brothel (1930)
- Last Love (1931)
- Shanghai Woman (1931)
- Farewell to Yuren (1931)
- A Couple in Life and Death (1931)
- Pleasures of the Dance Hall (1931)
- Shadow on the Window (1931)
- A Married Woman (1932)
- Twin Sisters (1933 o 4)
- Two Against One (1933)
- The Future (1933)
- Mother and Son (1933)
- Homesick (1934)
- A Brief Life (1934)
- The Doctrine of Women (1934)
- Sisters Reborn (1934)
- A Big Family (1935)
- Tears of Blood in the Dance Hall (1936)
- Family (1956)
- Beside the Sanba River (1958)
- Fragrance in the Air (1959)
- The Underground War (1959)
- Family Problems (1964)